# Friedrich Wichtl
Friedrich Wichtl (né le 15 mars 1872 à Vienne et mort le 29 juillet 1922 à Vienne) était un homme politique et essayiste autrichien.

## Biographie
Wichtl a été député au Reichsrat.
Après la Première Guerre mondiale, l'Autriche-Hongrie se disloque. Le Böhmerwaldgau (région des Forêts de Bohême), en Bohême du sud se déclare District (Kreis) du Land de Haute-Autriche et fut administré par le Kreishauptmann (chef de district) Wichtl à partir du 30 octobre 1918. Après la guerre, il publie un essai conspirationniste expliquant la défaite par un complot maçonnique et de sociétés secrètes et réédité 13 fois jusqu'en 1936.

## Œuvres
- Weltfreimaurerei, Weltrevolution, Weltrepublik, eine Untersuchung über Ursprung und Endziele des Weltkrieges, 1919
- Dr. Karl Kramarsch der Anstifter des Weltkrieges auf aktenmässiger Grundlage dargestellt, 3. Aufl. Wien 1918 Texte en ligne

Pamphlet
- Freimaurer-Morde..., K. Vogelsang, (1920)